# Jan van Wijnvliet
Jan van Wijnvliet ook wel Jan van Wijflit ridder en heer van Blaersfeld 1347-1356 en van Cuijck 1352-1356, burggraaf van Heusden 1336-1356 (ca. 1312 - Kasteel Grave, ca. 17 augustus 1356) was een bastaardzoon van Jan II hertog van Brabant uit een relatie met diens maîtresse Elsbeen van Wijflit de dochter van een telg uit het geslacht van de heren van Wijtvliet.

## Levensloop
In 1334 had Jan een meningsverschil met de in 1337 overleden Gerard heer van Voorne.
Jan van Wijtvliet verbouwde en versterkte in de jaren 1338-1339 de burcht van Heusden. Hij had als burggraaf uitgebreide rechterlijke, militaire, administratieve en financiële bevoegdheden. In 1340 stelde hij Wijnric van Oyen aan tot drossaard van het Land van Heusden en deed met Willem van Duvenvoorde uitspraak over de lijftocht van Cunegonde van Arkel (1321-1346) een dochter van Jan III van Arkel en weduwe van Jan V van Heusden.
In 1343 werd Jan ridder en heer van Blaersvelt verzocht door Kateline van Liedekerke vrouwe van Moersel om een pandbrief met betrekking tot vier dorpen in het land van Breda te overhandigen aan Willem van Duvenvoorde. In december van hetzelfde jaar was hij arbiter samen met Lodewijk heer van Diepenbeek in een geschil tussen de Abdij van Tongerlo en de eerder genoemde Willem van Duvenvoorde.

Familiewapen van Wijnvliet

Jan van Wijnvliet voerde in 1347 en 1354 in zijn wapenschild een gouden leeuw op een zwart veld met een blauwe versmalde schuinbalk of schuinstaak.
Op 30 juni 1347 gaf Jan van Wijfliet heer van Baersvelt bekend:
dat hij van heer Jhan van Arkel, bisschop te Utrecht en van het Ghestichte van Utrecht, de halve tiende in Babyloniënbroek in leen ontvangen heeft; tevens dat hij aan zijn moeder, vrouwe Elzebeen, dekenisse van Ghorichem, het vruchtgebruik hieruit heeft gegeven.
In 1350 was Jan van Wijtvliet heer van Blaersvelt getuige bij de verkoop van het Land van Breda door zijn halfbroer, hertog Jan III van Brabant aan heer Jan II van Polanen heer van de Leck.
Eind 1352 of begin 1353 (in ieder geval voor 29 januari 1353) had hij van Jan III van Cuijk heer van Cuijck 1350-1352 het Land van Cuijk met de stad Grave gekocht of in pand gekregen. Onder Jan van Wijtvliet treedt de stad Grave op 8 maart 1355 toe tot het Brabantse stedenverbond.
Blijkbaar had Van Wijnvliet moeite met het nakomen van zijn financiële verplichtingen. In september 1355 had hij namelijk nog een schuld van 2000 florijnen aan de graaf van Namen die was ontstaan door zijn overname van de Namense leengoederen van Jan III van Cuijk. Het was Jan III van Cuijk die in 1352 deze schuld nog aan Namen had. De overgenomen lenen en schulden waren vermoedelijk ook de reden voor het niet, of niet op tijd nakomen van van Wijflits financiële verplichtingen jegens Jan III van Cuijk. In de zomer van 1356 stelde deze en diens vrienden, gesteund door de burgers van Grave aan van Wijtflit een ultimatum. Betalen of de heerschappij teruggeven. Van Wijflit kon of wilde geen van beide. Hierop werd het kasteel te Grave bij nacht overvallen en bij de schermutselingen kwam Jan van Wijflit, die zich zal hebben verzet, om het leven. Het restant van zijn manschappen werd het kasteel uitgejaagd.
Om zich te wreken op de doodslag op haar bastaardoom had hertogin Johanna genoeg aanleiding om het Land van Cuijk binnen te vallen en het te bezetten. Vervolgens werd het een leen van het hertogdom Brabant. Op 5 oktober 1356 werd haar man Wenceslaus door zijn broer Karel IV van Bohemen beleend met het Land van Cuijk. Korte tijd later kregen de van Cuijk's hun bezit terug maar nu als Brabants leen. Op 29 maart 1357 werd het Land van Heusden afgestaan aan de graaf van Holland.
Jan liet geen wettige kinderen na zodat na diens dood Blaersveld door hertogin Johanna in leen gegeven werd aan heer ridder Jan van Bouchout (1320-1391) heer van Boechout voor een onbetaalde schuld.(een vergoeding voor de schade welke hij had geleden, door te kiezen voor de zijde van Johanna, tijdens de Slag bij Scheut)
De van Cuijk's kwamen weliswaar weer in het bezit van de stad Grave en het Land van Cuijk, maar de Namense leengoederen werden in beslag genomen wegens de onbetaalde schuld van 200 oude Philipsgulden. Daarmee waren echter nog niet alle schulden van Jan van Wijtvliet verrekend.

## Huwelijk en kinderen
Jan van Wijtvliet trouwde voor 1342 met Margaretha Pipenpoy erfdochter van Blaersveld. Door dit huwelijk wordt Jan de heer van Blaersveld. Margaretha was de dochter van ridder Rudolf Pipenpoy heer van Blaersvelt en drossaard van Brabant. Het huwelijk bleef echter kinderloos. In 1348 trouwde Jan met Margarita van Huldenberg afkomstig uit een Brusselse patriciërs familie. In 1349 trouwde Jan met Margaretha van Neveken, dochter van Ingelbert van Neveken.
Jan verkreeg de volgende 2 natuurlijke kinderen:
- Hendrikus de Wijflit.[5] Hij stelde op 24 oktober 1387 zijn testament op, als Haynricus de Wyvlet, natuurlijke zoon van baron Johannes van Blaersvelt castelein van het kasteel Heuden. Dit testament wordt bewaard in het kerkenraadsarchief van de hervormde kerk te Waalwijk[6]
- Lijsbeth Elsbeen van Wijfflit (1332- Tilburg 5 mei 1391)[7] trouwde (ca. 1350) met Jan Aerts Berthout Bac van Tilburg, (1325-12 maart 1390) was de zoon van Berthout Bacs van Westilborch (overleden ca. 1366)[8] Lijsbeth en Jan hadden de volgende kinderen:
  - Jan Jansz van Wijfflit van Tilborch Bac (1360 - voor 1421) trouwde (1) voor 1380 met Jollegond Wouter Vos van Eindhoven. Trouwde (3) 12-03-1390 met Margriet Willem van Bruheze (ca. 1365-31 maart 1421) de dochter van Willem van Bruheze en Katelijn van Doerne.
  - Floris van Wijtvliet (ca. 1390-), ontvangt het ambacht Zijdwinde, dat Jan van Zijtwinde had overgedragen aan Willem van Besoijen (12-2-1414), schenkt het aan Dirck van der Merwede, baljuw van Zuid-Holland, slotvoogd van Geertruidenberg (1432), tr. waarsch. jvr. Kathrijn (Catharina) Willems van der Zijtwinde (ca. 1370-), beleent Jan van Slewijc Hermans met een tiend "int grote Spijc" (1413), ten overstaan van Mattheus van Zuydewin Hendricksz. en Robrecht Robbrechts Genemanssoensoen van Zuydewint, hare leenmannen.
  - Aart genaamd Berthoud (-1414) zoon van Jan Backe de Tilborch[9],[10] trouwde ca. 1385 met Elisabeth Gerards van der Aa
  - Elsbeen Bac trouwde ca. 1370 met Jan van Dordrecht Schepen van Den Bosch 1374-1410[11] (geboren ca. 1345) de zoon van Heymerick van Dordrecht en Liesbeth Dircksdr. van Beughe.
  - Ermgard Bac trouwde ca. 1385 met Jan Saris van Erpe ridder
  - Gielis Jan Bertouts (Egidius) Bac (ca. 1433) schout van Tilburg in 1394
  - Henricus Bac
  - Johan (van Huculem) Bac

Nazaten uit 20 generaties van Lijsbeth en Jan van Berthouts Bac, allen burgerlijk getrouwd, zijn nog in leven.